# Josep Magdalena Lapuente
Josep Magdalena i Lapuente (Barcelona, 2 de febrer de 1889 - Barcelona, 19 de juliol de 1977) va ser un ciclista català que va córrer entre 1910 i 1920. Els seus principals èxits els assolí en les primeres edicions de la Volta a Catalunya, quedant segon en l'edició de 1911 i guanyant la de 1912. També fou dues vegades campió d'Espanya, el 1910 i 1912.

## Palmarès
- 1910
  -  Campió d'Espanya en ruta
- 1911
  - 2n a la Volta a Catalunya
- 1912
  -  Campió d'Espanya en ruta
  -  1r a la Volta a Catalunya i vencedor de 3 etapes
- 1913
  - Vencedor de 2 etapes de la Vuelta a las Vascongadas y Navarra
- 1914
  - 3r al Campionat d'Espanya en ruta
- 1915
  - 3r al Campionat d'Espanya en ruta
- 1916
  - 3r al Campionat d'Espanya en ruta
- 1917
  - 3r al Campionat d'Espanya en ruta